# Eggerthella
Eggerthella es un género de bacterias grampositivas de la familia Eggerthellaceae. Fue descrito en el año 1999, aunque la primera descripción se hizo en el año 1935, describiéndola cómo en el género Bacteroides y posteriormente Eubacterium. Su etimología hace referencia al microbiólogo Arnold Eggerth.Son bacterias grampositivas, anaerobias estrictas e inmóviles. Se encuentran en heces humanas formando parte de la microbiota intestinal. La especie Eggerthella lenta es patógena humana, pudiendo causar múltiples infecciones como bacteriemia, colitis ulcerosa y abscesos hepáticos.

## Taxonomía
Actualmente existen 4 especies descritas:
- Eggerthella guodeyinii
- Eggerthella lenta
- Eggerthella sinensis
- Eggerthella timonensis